# Velika nagrada Australije 2019.
 Velika nagrada Australije (Formula 1 2019 Rolex Australian Grand Prix) je bila prva utrka prvenstva Formule 1 2019. Trkači vikend vožen je od 23. ožujka do 25. ožujka na stazi Melbourne u Australiji, a pobijedio je Valtteri Bottas u Mercedesu.

## Sudionici utrke
| #  | Vozač              | Momčad                           | Šasija            | Motor                             | Guma |
| -- | ------------------ | -------------------------------- | ----------------- | --------------------------------- | ---- |
| 3  | Daniel Ricciardo   | Renault F1 Team                  | Renault R.S.19    | Renault E Tech 19 V6 t h 1.6      | P    |
| 4  | Lando Norris       | McLaren F1 Team                  | McLaren MCL34     | Renault E Tech 19 V6 t h 1.6      | P    |
| 5  | Sebastian Vettel   | Scuderia Ferrari                 | Ferrari SF90      | Ferrari 064 V6 t h 1.6            | P    |
| 7  | Kimi Räikkönen     | Alfa Romeo Racing                | Alfa Romeo C38    | Ferrari 064 V6 t h 1.6            | P    |
| 8  | Romain Grosjean    | Rich Energy Haas F1 Team         | Haas VF-19        | Ferrari 064 V6 t h 1.6            | P    |
| 10 | Pierre Gasly       | Aston Martin Red Bull Racing     | Red Bull RB15     | Honda RA619H V6 t h 1.6           | P    |
| 11 | Sergio Pérez       | SportPesa Racing Point F1 Team   | Racing Point RP19 | BWT Mercedes V6 t h 1.6           | P    |
| 16 | Charles Leclerc    | Scuderia Ferrari                 | Ferrari SF90      | Ferrari 064 V6 t h 1.6            | P    |
| 18 | Lance Stroll       | SportPesa Racing Point F1 Team   | Racing Point RP19 | BWT Mercedes V6 t h 1.6           | P    |
| 20 | Kevin Magnussen    | Rich Energy Haas F1 Team         | Haas VF-19        | Ferrari 064 V6 t h 1.6            | P    |
| 23 | Alexander Albon    | Red Bull Toro Rosso Honda        | Toro Rosso STR14  | Honda RA619H V6 t h 1.6           | P    |
| 26 | Daniil Kvjat       | Red Bull Toro Rosso Honda        | Toro Rosso STR14  | Honda RA619H V6 t h 1.6           | P    |
| 27 | Nico Hülkenberg    | Renault F1 Team                  | Renault R.S.19    | Renault E Tech 19 V6 t h 1.6      | P    |
| 33 | Max Verstappen     | Aston Martin Red Bull Racing     | Red Bull RB15     | Honda RA619H V6 t h 1.6           | P    |
| 44 | Lewis Hamilton     | Mercedes AMG Petronas Motorsport | Mercedes F1 W10   | Mercedes M10 EQ Power+ V6 t h 1.6 | P    |
| 55 | Carlos Sainz       | McLaren F1 Team                  | McLaren MCL34     | Renault E Tech 19 V6 t h 1.6      | P    |
| 63 | George Russell     | ROKiT Williams Racing            | Williams FW42     | Mercedes M10 EQ Power+ V6 t h 1.6 | P    |
| 77 | Valtteri Bottas    | Mercedes AMG Petronas Motorsport | Mercedes F1 W10   | Mercedes M10 EQ Power+ V6 t h 1.6 | P    |
| 88 | Robert Kubica      | ROKiT Williams Racing            | Williams FW42     | Mercedes M10 EQ Power+ V6 t h 1.6 | P    |
| 99 | Antonio Giovinazzi | Alfa Romeo Racing                | Alfa Romeo C38    | Ferrari 064 V6 t h 1.6            | P    |

## Rezultati kvalifikacija
| Poz. | Br. | Vozač              | Konstruktor               | Kvalifikacijska vremena | Kvalifikacijska vremena | Kvalifikacijska vremena | Grid |
| Poz. | Br. | Vozač              | Konstruktor               | Q1                      | Q2                      | Q3                      | Grid |
| ---- | --- | ------------------ | ------------------------- | ----------------------- | ----------------------- | ----------------------- | ---- |
| 1.   | 44  | Lewis Hamilton     | Mercedes                  | 1:22.043                | 1:21.014                | 1:20.486                | 1.   |
| 2.   | 77  | Valtteri Bottas    | Mercedes                  | 1:22.367                | 1:21.193                | 1:20.598                | 2.   |
| 3.   | 5   | Sebastian Vettel   | Ferrari                   | 1:22.885                | 1:21.912                | 1:21.190                | 3.   |
| 4.   | 33  | Max Verstappen     | Red Bull-Honda            | 1:22.876                | 1:21.678                | 1:21.320                | 4.   |
| 5.   | 16  | Charles Leclerc    | Ferrari                   | 1:22.017                | 1:21.739                | 1:21.442                | 5.   |
| 6.   | 8   | Romain Grosjean    | Haas-Ferrari              | 1:22.959                | 1:21.870                | 1:21.826                | 6.   |
| 7.   | 20  | Kevin Magnussen    | Haas-Ferrari              | 1:22.519                | 1:22.221                | 1:22.099                | 7.   |
| 8.   | 4   | Lando Norris       | McLaren-Renault           | 1:22.702                | 1:22.423                | 1:22.304                | 8.   |
| 9.   | 7   | Kimi Räikkönen     | Alfa Romeo-Ferrari        | 1:22.966                | 1:22.349                | 1:22.314                | 9.   |
| 10.  | 11  | Sergio Pérez       | Racing Point-BWT Mercedes | 1:22.908                | 1:22.532                | 1:22.781                | 10.  |
|      |     |                    |                           |                         |                         |                         |      |
| 11.  | 27  | Nico Hülkenberg    | Renault                   | 1:22.540                | 1:22.562                |                         | 11.  |
| 12.  | 3   | Daniel Ricciardo   | Renault                   | 1:22.921                | 1:22.570                |                         | 12.  |
| 13.  | 23  | Alexander Albon    | Toro Rosso-Honda          | 1:22.757                | 1:22.636                |                         | 13.  |
| 14.  | 99  | Antonio Giovinazzi | Alfa Romeo-Ferrari        | 1:22.431                | 1:22.714                |                         | 14.  |
| 15.  | 26  | Daniil Kvjat       | Toro Rosso-Honda          | 1:22.511                | 1:22.774                |                         | 15.  |
|      |     |                    |                           |                         |                         |                         |      |
| 16.  | 18  | Lance Stroll       | Racing Point-BWT Mercedes | 1:23.017                |                         |                         | 16.  |
| 17.  | 10  | Pierre Gasly       | Red Bull-Honda            | 1:23.020                |                         |                         | 17.  |
| 18.  | 55  | Carlos Sainz       | McLaren-Renault           | 1:23.084                |                         |                         | 18.  |
| 19.  | 63  | George Russell     | Williams-Mercedes         | 1:24.360                |                         |                         | 19.  |
| 20.  | 88  | Robert Kubica      | Williams-Mercedes         | 1:26.067                |                         |                         | 20.  |

## Rezultati utrke
| Poz. | Br. | Vozač              | Konstruktor               | Krugovi | Vrijeme / Razlog odustajanja | Grid | Bodovi |
| ---- | --- | ------------------ | ------------------------- | ------- | ---------------------------- | ---- | ------ |
| 1.   | 77  | Valtteri Bottas    | Mercedes                  | 58      | 1:25:27.325                  | 2.   | 26     |
| 2.   | 44  | Lewis Hamilton     | Mercedes                  | 58      | +20.886                      | 1.   | 18     |
| 3.   | 33  | Max Verstappen     | Red Bull-Honda            | 58      | +22.520                      | 4.   | 15     |
| 4.   | 5   | Sebastian Vettel   | Ferrari                   | 58      | +57.109                      | 3.   | 12     |
| 5.   | 16  | Charles Leclerc    | Ferrari                   | 58      | +58.203                      | 5.   | 10     |
| 6.   | 20  | Kevin Magnussen    | Haas-Ferrari              | 58      | +1:27.156                    | 7.   | 8      |
| 7.   | 27  | Nico Hülkenberg    | Renault                   | 57      | +1 krug                      | 11.  | 6      |
| 8.   | 7   | Kimi Räikkönen     | Alfa Romeo-Ferrari        | 57      | +1 krug                      | 9.   | 4      |
| 9.   | 18  | Lance Stroll       | Racing Point-BWT Mercedes | 57      | +1 krug                      | 16.  | 2      |
| 10.  |     |                    |                           | 57      | +1 krug                      | 15.  | 1      |
| 11.  | 10  | Pierre Gasly       | Red Bull-Honda            | 57      | +1 krug                      | 17.  |        |
| 12.  |     |                    |                           | 57      | +1 krug                      | 8.   |        |
| 13.  | 11  | Sergio Pérez       | Racing Point-BWT Mercedes | 57      | +1 krug                      | 10.  |        |
| 14.  |     |                    |                           | 57      | +1 krug                      | 13.  |        |
| 15.  | 99  | Antonio Giovinazzi | Alfa Romeo-Ferrari        | 57      | +1 krug                      | 14.  |        |
| 16.  |     |                    |                           | 56      | +2 kruga                     | 19.  |        |
| 17.  |     |                    |                           | 55      | +3 kruga                     | 20.  |        |
| Odu. | 20  | Romain Grosjean    | Haas-Ferrari              | 29      | Kotač                        | 6.   |        |
| Odu. | 27  | Daniel Ricciardo   | Renault                   | 28      |                              | 12.  |        |
| Odu. |     |                    |                           | 9       |                              | 18.  |        |

| Najbrži krug utrke |
| Vodstvo u utrci    |

## Zanimljivosti

### Vozači
- 4. pobjeda za Valtterija Bottasa.
- 84. najbolja startna pozicija i 135. postolje za Lewisa Hamiltona.
- 23. postolje za Maxa Verstappena.
- 1. utrka za Landa Norrisa.
- 1. utrka za Georgea Russella.
- 1. utrka za Alexandera Albona.

### Konstruktori
- 88. pobjeda i 101. najbolja startna pozicija za Mercedes.

## Poredak nakon 1 od 21 utrke
| Poz. | Vozač            | Bodovi |
| ---- | ---------------- | ------ |
| 1.   | Valtteri Bottas  | 26     |
| 2.   | Lewis Hamilton   | 18     |
| 3.   | Max Verstappen   | 15     |
| 4.   | Sebastian Vettel | 12     |
| 5.   | Charles Leclerc  | 10     |
| 6.   | Kevin Magnussen  | 6      |
| 7.   | Nico Hülkenberg  | 6      |
| 8.   | Kimi Räikkönen   | 4      |
| 9.   | Lance Stroll     | 2      |
| 10.  | Daniil Kvjat     | 1      |

| Poz. | Konstruktor               | Bodovi |
| ---- | ------------------------- | ------ |
| 1.   | Mercedes                  | 44     |
| 2.   | Ferrari                   | 22     |
| 3.   | Red Bull-Honda            | 15     |
| 4.   | Haas-Ferrari              | 8      |
| 5.   | Renault                   | 6      |
| 6.   | Alfa Romeo-Ferrari        | 4      |
| 7.   | Racing Point-BWT Mercedes | 2      |
| 8.   | Toro Rosso-Honda          | 1      |

| Prethodna utrka                  | Formula 1 – sezona 2019. | Sljedeća utrka                |
| -------------------------------- | ------------------------ | ----------------------------- |
| Velika nagrada Abu Dhabija 2018. | Formula 1 – sezona 2019. | Velika nagrada Bahreina 2019. |

## Vanjske poveznice
- 2019 Australian Grand Prix StatsF1